# Catasticta fulva
Catasticta fulva är en fjärilsart som beskrevs av James John Joicey och Rosenberg 1915. Catasticta fulva ingår i släktet Catasticta och familjen vitfjärilar.
Artens utbredningsområde är Peru. Inga underarter finns listade i Catalogue of Life.